# Praxedis Guerrero, Veracruz
Praxedis Guerrero är en ort i Mexiko.   Den ligger i kommunen Tuxpan och delstaten Veracruz, i den sydöstra delen av landet, 240 km nordost om huvudstaden Mexico City. Praxedis Guerrero ligger 15 meter över havet och antalet invånare är 690.
Terrängen runt Praxedis Guerrero är platt. Runt Praxedis Guerrero är det ganska tätbefolkat, med 65 invånare per kvadratkilometer. Närmaste större samhälle är Cazones de Herrera, 10,7 km söder om Praxedis Guerrero. Trakten runt Praxedis Guerrero består till största delen av jordbruksmark.